# Caradrina azim
Caradrina azim là một loài bướm đêm trong họ Noctuidae.